# Wilhelm Rautenstrauch (Politiker)
Wilhelm Josef Valentin Rautenstrauch (* 22. Dezember 1862 in Trier; † 4. Mai 1947 ebenda) war ein deutscher Politiker (DDP, DStP, später LP, FDP).

## Leben und Beruf
Wilhelm Rautenstrauch übernahm das von seinem Großvater Wilhelm Rautenstrauch gegründete Handelshaus für Lederhäute. Später war er Mitbegründer eines Walzwerkes in Trier-Kürenz. Als Kommerzienrat fungierte er von 1914 bis 1933 als Vizepräsident der Industrie- und Handelskammer Trier. Außerdem wirkte er als Kunstmäzen und Sportförderer in der Trierer Region.

## Partei
Während der Zeit der Weimarer Republik war Rautenstrauch Mitglied der DDP (1930–1933: DStP). Nach dem Zweiten Weltkrieg zählte er zu den Mitbegründern der Liberalen Partei (LP) im Regierungsbezirk Trier und in Rheinland-Pfalz. Nachdem sich die LP und der Soziale Volksbund (SV) zur FDP zusammengeschlossen hatten, wurde er am 20. April 1947 auf dem Parteitag in Bad Kreuznach zum ersten Landesvorsitzenden der FDP Rheinland-Pfalz gewählt, starb jedoch bereits zwei Wochen später.

## Abgeordneter
Rautenstrauch war von 1895 bis 1933 sowie 1946/47 Ratsmitglied der Stadt Trier. Der Beratenden Landesversammlung gehörte er 1946/47 an. Hier war er als ältester Abgeordneter Alterspräsident des Parlamentes.

## Ehrungen
- Wilhelm-Rautenstrauch-Straße in Trier
- Rautenstrauchstraße in Hamm

| Personendaten    | Personendaten                                              |
| ---------------- | ---------------------------------------------------------- |
| NAME             | Rautenstrauch, Wilhelm                                     |
| ALTERNATIVNAMEN  | Rautenstrauch, Wilhelm Josef Valentin (vollständiger Name) |
| KURZBESCHREIBUNG | deutscher Politiker (DDP, DStP, LP, FDP), MdL              |
| GEBURTSDATUM     | 22. Dezember 1862                                          |
| GEBURTSORT       | Trier                                                      |
| STERBEDATUM      | 4. Mai 1947                                                |
| STERBEORT        | Trier                                                      |